# Mark Inglis
Mark Inglis (Hanmer Springs, 27 settembre 1959) è un alpinista ed ex paraciclista neozelandese.
È divenuto noto per essere stato il primo uomo al mondo dotato di protesi artificiali agli arti inferiori a scalare e raggiungere la vetta dell'Everest.

## Biografia
Iniziata l'attività sportiva fin da giovane età, nel 1982 Inglis, durante un tentativo di ascensione al Mount Cook (3.754 metri), la più alta vetta della Nuova Zelanda, ebbe un incidente dovuto ad una tempesta di neve e restò bloccato in una caverna di ghiaccio per 13 giorni.
I congelamenti subiti agli arti inferiori furono talmente gravi da costringere i medici ad amputargli entrambi gli arti all'altezza del ginocchio. Da quell'evento, Inglis ha messo a disposizione il proprio corpo alla ricerca biomedica sulle protesi artificiali, continuando ed ampliando la propria attività sportiva e dedicandosi particolarmente al ciclismo, fino a vincere una medaglia d'argento ai Giochi paralimpici di Sydney 2000.
Tuttavia è rimasto l'alpinismo l'attività principalmente svolta: nel 2002 è tornato sul Mount Cook riuscendo a raggiungerne la vetta; nel 2004 ha salito il Cho Oyu (8.201 metri), la sesta vetta più alta della Terra, divenendo il primo uomo con protesi artificiali a raggiungere la vetta di un 8.000.
Nel 2006, infine, l'ascensione alla vetta dell'Everest, a 8.848 metri, con due protesi artificiali in titanio e fibra di carbonio. Con questa spedizione Inglis ha voluto sostenete il Cambodia Trust, un centro di ricerca sugli arti artificiali in Cambogia, che offre servizi di riabilitazione alle vittime di mine antiuomo, della polio e ad altre persone disabili.
Nel 2003 ha ricevuto l'onorificenza dell'Ordine al Merito della Nuova Zelanda per la sua attività a favore delle persone disabili.